# استفان ددبانت
استفان ددبانت (انگلیسی: Stéphane Dedebant؛ زادهٔ ۱۷ اکتبر ۱۹۷۰) بازیکن فوتبال اهل فرانسه است.
از باشگاه‌هایی که در آن بازی کرده‌است می‌توان به باشگاه فوتبال کان و باشگاه فوتبال سوشو اشاره کرد.